# 95e régiment d'infanterie territoriale
Pour les articles homonymes, voir 95e régiment.
Le 95e régiment d'infanterie territoriale est un régiment d'infanterie de l'armée de terre française qui a participé à la Première Guerre mondiale.

## Création et différentes dénominations
- 19 mars 1875 : le 95e régiment d'infanterie territoriale reçoit son numéro en prévision de la mobilisation[1]
- août 1914 : formation du 95e régiment d'infanterie territoriale
- septembre 1917 : dissolution (reste un bataillon de pionniers[2])

## Chefs de corps
Le régiment est commandé par le lieutenant-colonel Tirlot.

#### Affectations

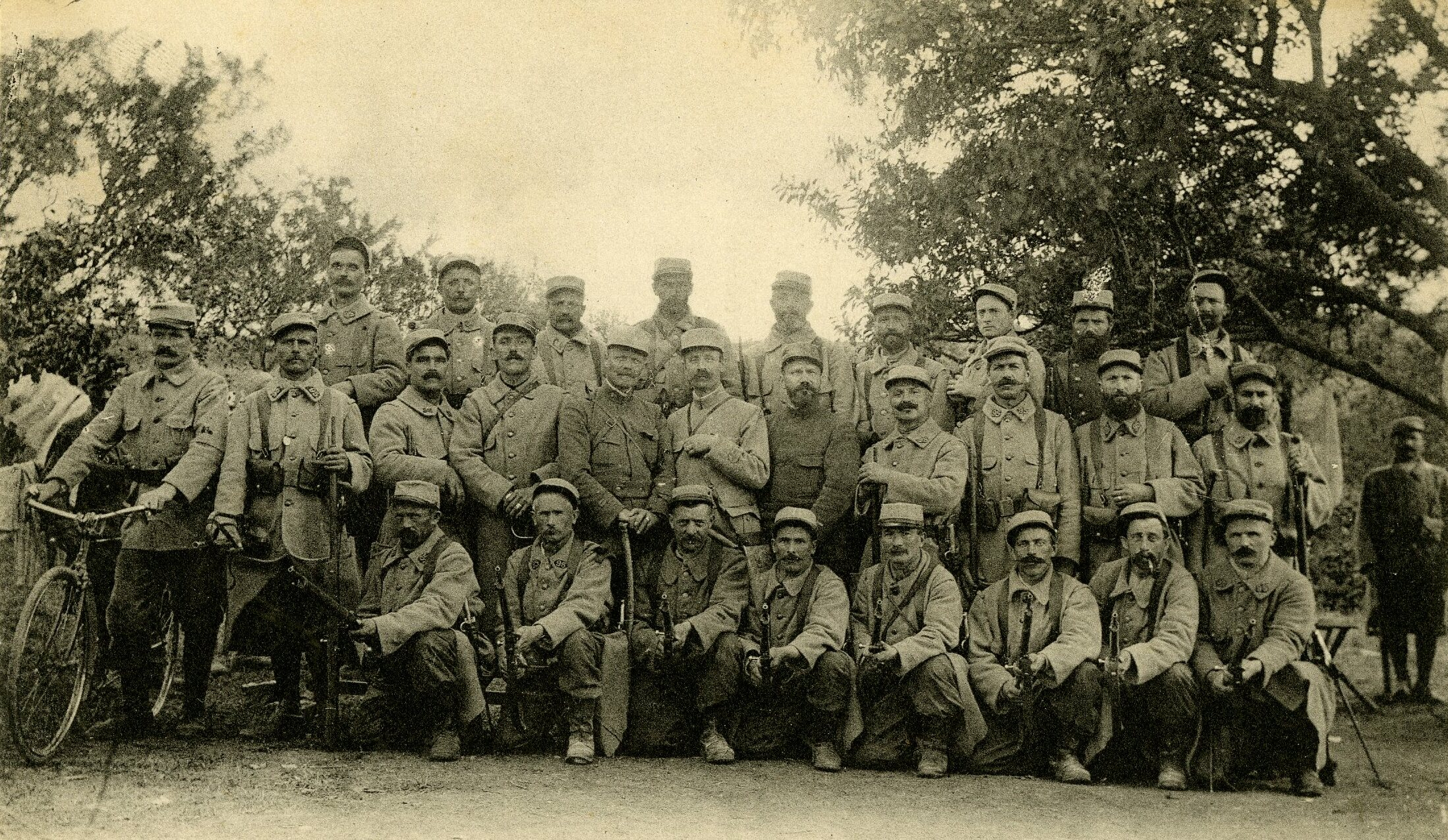
La 7e section de la 1re compagnie, 1915.

#### 1916

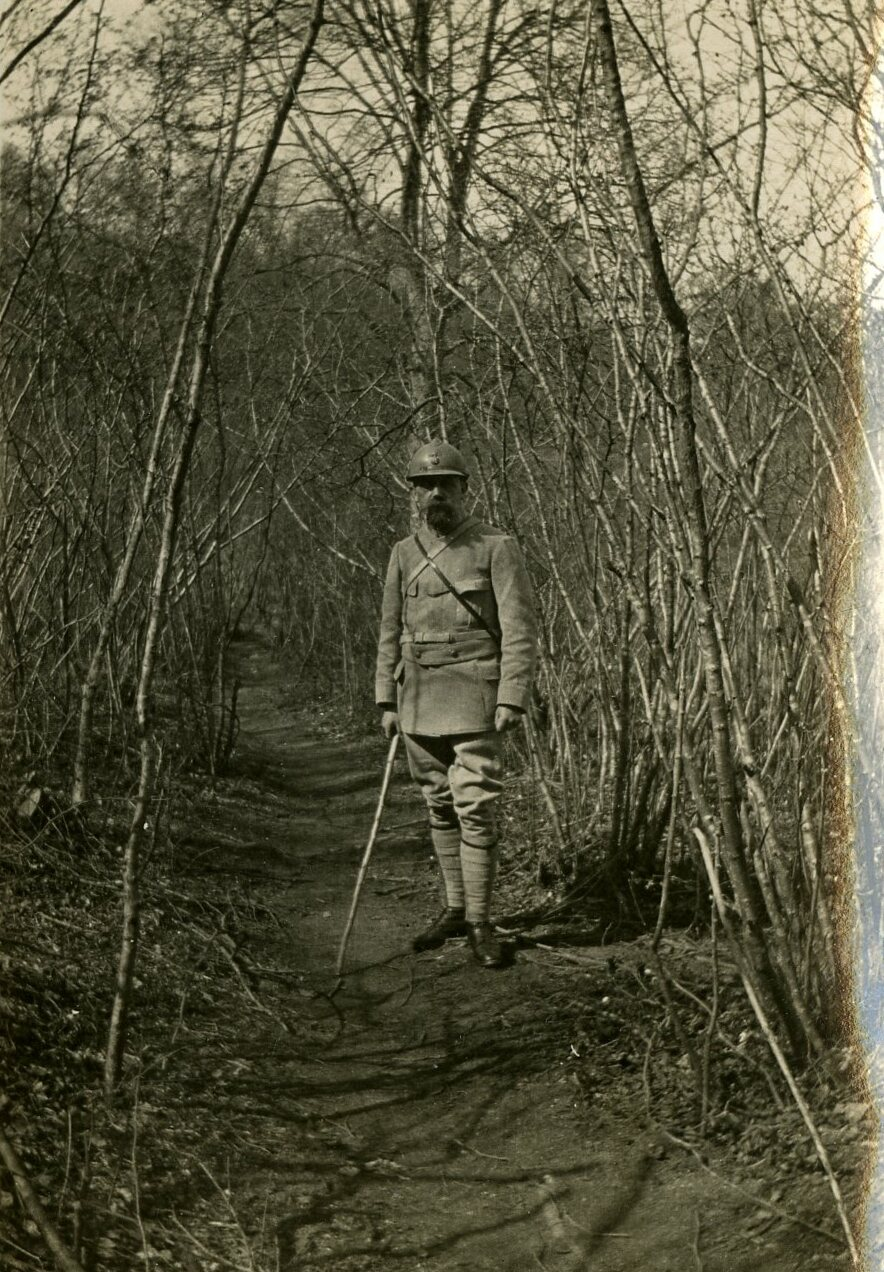
Sous-lieutenant du près de Saint-Mihiel en avril 1916.

## Drapeau
Il porte, cousues en lettres d'or dans ses plis, les inscriptions suivantes :
- Bois-le-Prêtre 1915